# Saison 2012-2013 des Canadiens de Montréal
Autres saisons
Saison précédente Saison suivante
La saison 2012-2013 des Canadiens de Montréal est la cent-troisième saison de l'équipe qui évolue dans la Ligue nationale de hockey.

## Mouvements d'effectif

### Transactions
| Date            | Détails                                            | Détails                                                                          |
| --------------- | -------------------------------------------------- | -------------------------------------------------------------------------------- |
| 14 janvier 2013 | Aux Panthers de la Floride Brendon Nash            | Aux Canadiens de Montréal Jason DeSantis                                         |
| 14 février 2013 | Au Lightning de Tampa Bay Cédrick Desjardins       | Aux Canadiens de Montréal Dustin Tokarski                                        |
| 26 février 2013 | Aux Stars de Dallas Erik Cole                      | Aux Canadiens de Montréal Michael Ryder Choix de 3e ronde (71e au total) en 2013 |
| 2 avril 2013    | Aux Kings de Los Angeles Choix de 5e ronde en 2013 | Aux Canadiens de Montréal Davis Drewiske                                         |

### Signatures d'agents libres
| Joueur             | Date             | Contrat | Salaire      | Ancienne franchise     |
| ------------------ | ---------------- | ------- | ------------ | ---------------------- |
| Brandon Prust      | 1er juillet 2012 | 4 ans   | 10 500 000 $ | Rangers de New York    |
| Cédrick Desjardins | 1er juillet 2012 | 1 an    | 600 000 $    | Lake Erie Monsters     |
| Colby Armstrong    | 1er juillet 2012 | 1 an    | 1 000 000 $  | Maple Leafs de Toronto |
| Francis Bouillon   | 2 juillet 2012   | 1 an    | 1 500 000 $  | Predators de Nashville |

### Départs d'agents libres
| Joueur           | Date             | Contrat | Salaire     | Nouvelle franchise |
| ---------------- | ---------------- | ------- | ----------- | ------------------ |
| Andreas Engqvist | 28 juin 2012     |         |             | Atlant Mytichtchi  |
| Brad Staubitz    | 1er juillet 2012 | 2 ans   | 1 275 000 $ | Ducks d'Anaheim    |
| Scott Gomez      | 23 janvier 2013  | 1 an    | 700 000 $   | Sharks de San José |

### Prolongations de contrat
| Joueur              | Date             | Contrat | Salaire      |
| ------------------- | ---------------- | ------- | ------------ |
| Steve Quailer       | 14 juin 2012     | 2 ans   | 1 300 000 $  |
| Ryan White          | 26 juin 2012     | 1 an    | 687 500 $    |
| Petteri Nokelainen  | 29 juin 2012     | 1 an    | 575 000 $    |
| Brendon Nash        | 29 juin 2012     | 1 an    | 575 000 $    |
| Travis Moen         | 29 juin 2012     | 4 ans   | 7 200 000 $  |
| Alekseï Iemeline    | 30 juin 2012     | 2 ans   | 4 000 000 $  |
| Michael Blunden     | 1er juillet 2012 | 1 an    | 575 000 $    |
| Carey Price         | 2 juillet 2012   | 6 ans   | 39 000 000 $ |
| Frédéric St-Denis   | 5 juillet 2012   | 1 an    | 575 000 $    |
| Lars Eller          | 6 juillet 2012   | 2 ans   | 2 650 000 $  |
| Aaron Palushaj      | 12 juillet 2012  | 1 an    | 600 000 $    |
| Raphael Diaz        | 13 juillet 2012  | 2 ans   | 2 450 000 $  |
| Blake Geoffrion     | 16 juillet 2012  | 1 an    | 803 250 $    |
| Alex Galchenyuk     | 23 juillet 2012  | 3 ans   | 2 775 000 $  |
| Max Pacioretty      | 13 août 2012     | 6 ans   | 27 000 000 $ |
| Pernell Karl Subban | 28 janvier 2013  | 2 ans   | 5 750 000 $  |
| David Desharnais    | 15 mars 2013     | 4 ans   | 14 000 000 $ |
| Darren Dietz        | 17 mars 2013     | 3 ans   | 1 995 000 $  |
| Francis Bouillon    | 20 mars 2013     | 1 an    | 1 500 000 $  |
| Danny Kristo        | 3 avril 2013     | 2 ans   | 1 750 000 $  |
| Peter Budaj         | 10 avril 2013    | 2 ans   | 2 800 000 $  |
| Magnus Nygren       | 21 mai 2013      | 2 ans   | 1 717 500 $  |
| Sebastian Collberg  | 21 mai 2013      | 3 ans   | 2 775 000 $  |
| Timothé Bozon       | 30 mai 2013      | 3 ans   | 2 027 500 $  |
| Davis Drewiske      | 13 juin 2013     | 2 ans   | 1 275 000 $  |
| Michael Blunden     | 28 juin 2013     | 1 an    | 550 000 $    |

## Choix au repêchage
| Tour | Rang | Joueur             | Poste         | Nationalité | Équipe junior                    |
| ---- | ---- | ------------------ | ------------- | ----------- | -------------------------------- |
| 1    | 3    | Alex Galchenyuk    | Centre        | États-Unis  | Sting de Sarnia (LHO)            |
| 2    | 33   | Sebastian Collberg | Ailier Droit  | Suède       | Frölunda HC (Elitserien)         |
| 2    | 51   | Dalton Thrower     | Défenseur     | Canada      | Blades de Saskatoon (LHOu)       |
| 3    | 64   | Tim Bozon          | Ailier Gauche | France      | Blazers de Kamloops (LHOu)       |
| 4    | 94   | Brady Vail         | Centre        | États-Unis  | Spitfires de Windsor (LHO)       |
| 5    | 122  | Charles Hudon      | Ailier Gauche | Canada      | Saguenéens de Chicoutimi (LHJMQ) |
| 6    | 154  | Erik Nyström       | Ailier Gauche | Suède       | MODO Hockey U20 (J20 SuperElit)  |

## Saison régulière

### Calendrier et résultats
| No | Date       | Heure   | Visiteur               | Score | Domicile               | V-D-DPr | Pts | Aréna               |
| -- | ---------- | ------- | ---------------------- | ----- | ---------------------- | ------- | --- | ------------------- |
| 1  | 19 janvier | 19 h    | Maple Leafs de Toronto | 2-1   | Canadiens de Montréal  | 0-1-0   | 0   | Centre Bell         |
| 2  | 22 janvier | 19 h 30 | Panthers de la Floride | 1-4   | Canadiens de Montréal  | 1-0-0   | 2   | Centre Bell         |
| 3  | 24 janvier | 19 h    | Canadiens de Montréal  | 4-1   | Capitals de Washington | 2-1-0   | 4   | Verizon Center      |
| 4  | 27 janvier | 18 h    | Devils du New Jersey   | 3-4   | Canadiens de Montréal  | 3-1-0   | 6   | Centre Bell         |
| 5  | 29 janvier | 19 h 30 | Jets de Winnipeg       | 3-4   | Canadiens de Montréal  | 4-1-0   | 8   | Centre Bell         |
| 6  | 30 janvier | 19 h    | Canadiens de Montréal  | 1-5   | Sénateurs d'Ottawa     | 4-2-0   | 8   | Place Banque Scotia |

| No | Date       | Heure   | Visiteur                  | Score    | Domicile               | V-D-DPr | Pts | Aréna                 |
| -- | ---------- | ------- | ------------------------- | -------- | ---------------------- | ------- | --- | --------------------- |
| 7  | 2 février  | 14 h    | Sabres de Buffalo         | 1-6      | Canadiens de Montréal  | 5-2-0   | 10  | Centre Bell           |
| 8  | 3 février  | 14 h    | Sénateurs d'Ottawa        | 1-2      | Canadiens de Montréal  | 6-2-0   | 12  | Centre Bell           |
| 9  | 6 février  | 19 h 30 | Bruins de Boston          | 2-1      | Canadiens de Montréal  | 6-3-0   | 12  | Centre Bell           |
| 10 | 7 février  | 19 h    | Canadiens de Montréal     | 4-5 (TF) | Sabres de Buffalo      | 6-3-1   | 13  | First Niagara Center  |
| 11 | 9 février  | 19 h    | Maple Leafs de Toronto    | 6-0      | Canadiens de Montréal  | 6-4-1   | 13  | Centre Bell           |
| 12 | 12 février | 19 h 30 | Canadiens de Montréal     | 4-3      | Lightning de Tampa Bay | 7-4-1   | 15  | Tampa Bay Times Forum |
| 13 | 14 février | 19 h 30 | Canadiens de Montréal     | 1-0      | Panthers de la Floride | 8-4-1   | 17  | BB&T Center           |
| 14 | 16 février | 19 h    | Flyers de Philadelphie    | 1-4      | Canadiens de Montréal  | 9-4-1   | 19  | Centre Bell           |
| 15 | 18 février | 19 h 30 | Hurricanes de la Caroline | 0-3      | Canadiens de Montréal  | 10-4-1  | 21  | Centre Bell           |
| 16 | 19 février | 19 h    | Canadiens de Montréal     | 3-1      | Rangers de New York    | 11-4-1  | 23  | Madison Square Garden |
| 17 | 21 février | 19 h 30 | Islanders de New York     | 4-3 (P)  | Canadiens de Montréal  | 11-4-2  | 24  | Centre Bell           |
| 18 | 23 février | 19 h    | Rangers de New York       | 0-3      | Canadiens de Montréal  | 12-4-2  | 26  | Centre Bell           |
| 19 | 25 février | 19 h 30 | Canadiens de Montréal     | 1-2 (TF) | Sénateurs d'Ottawa     | 12-4-3  | 27  | Place Banque Scotia   |
| 20 | 27 février | 19 h 30 | Canadiens de Montréal     | 5-2      | Maple Leafs de Toronto | 13-4-3  | 29  | Centre Air Canada     |

| No | Date    | Heure   | Visiteur               | Score    | Domicile                  | V-D-DPr | Pts | Aréna                 |
| -- | ------- | ------- | ---------------------- | -------- | ------------------------- | ------- | --- | --------------------- |
| 21 | 2 mars  | 19 h    | Penguins de Pittsburgh | 7-6(P)   | Canadiens de Montréal     | 13-4-4  | 30  | Centre Bell           |
| 22 | 3 mars  | 19 h 30 | Canadiens de Montréal  | 4-3      | Bruins de Boston          | 14-4-4  | 32  | TD Garden             |
| 23 | 5 mars  | 19 h    | Canadiens de Montréal  | 3-6      | Islanders de New York     | 14-5-4  | 32  | Nassau Coliseum       |
| 24 | 7 mars  | 19 h    | Canadiens de Montréal  | 4-2      | Hurricanes de la Caroline | 15-5-4  | 34  | PNC Arena             |
| 25 | 9 mars  | 19 h    | Canadiens de Montréal  | 4-3      | Lightning de Tampa Bay    | 16-5-4  | 36  | Tampa Bay Times Forum |
| 26 | 10 mars | 18 h    | Canadiens de Montréal  | 5-2      | Panthers de la Floride    | 17-5-4  | 38  | BB&T Center           |
| 27 | 13 mars | 19 h    | Sénateurs d'Ottawa     | 3-4 (TF) | Canadiens de Montréal     | 18-5-4  | 40  | Centre Bell           |
| 28 | 16 mars | 19 h    | Canadiens de Montréal  | 2-1      | Devils du New Jersey      | 19-5-4  | 42  | Prudential Center     |
| 29 | 19 mars | 19 h 30 | Sabres de Buffalo      | 3-2 (P)  | Canadiens de Montréal     | 19-5-5  | 43  | Centre Bell           |
| 30 | 21 mars | 19 h    | Canadiens de Montréal  | 5-2      | Islanders de New York     | 20-5-5  | 45  | Nassau Coliseum       |
| 31 | 23 mars | 19 h    | Sabres de Buffalo      | 2-1      | Canadiens de Montréal     | 20-6-5  | 45  | Centre Bell           |
| 32 | 26 mars | 19 h    | Canadiens de Montréal  | 0-1      | Penguins de Pittsburgh    | 20-7-5  | 45  | Consol Energy Center  |
| 33 | 27 mars | 19 h 30 | Canadiens de Montréal  | 6-5 (TF) | Bruins de Boston          | 21-7-5  | 47  | TD Garden             |
| 34 | 30 mars | 19 h    | Rangers de New York    | 0-3      | Canadiens de Montréal     | 22-7-5  | 49  | Centre Bell           |

| No | Date      | Heure   | Visiteur                  | Score | Domicile               | V-D-DPr | Pts | Aréna                |
| -- | --------- | ------- | ------------------------- | ----- | ---------------------- | ------- | --- | -------------------- |
| 35 | 1er avril | 19 h 30 | Hurricanes de la Caroline | 1-4   | Canadiens de Montréal  | 23-7-5  | 51  | Centre Bell          |
| 36 | 3 avril   | 19 h 30 | Canadiens de Montréal     | 3-5   | Flyers de Philadelphie | 23-8-5  | 51  | Wells Fargo Center   |
| 37 | 4 avril   | 19 h 30 | Jets de Winnipeg          | 1-4   | Canadiens de Montréal  | 24-8-5  | 53  | Centre Bell          |
| 38 | 6 avril   | 19 h    | Bruins de Boston          | 1-2   | Canadiens de Montréal  | 25-8-5  | 55  | Centre Bell          |
| 39 | 9 avril   | 19 h 30 | Capitals de Washington    | 3-2   | Canadiens de Montréal  | 25-9-5  | 55  | Centre Bell          |
| 40 | 11 avril  | 19 h 30 | Canadiens de Montréal     | 5-1   | Sabres de Buffalo      | 26-9-5  | 57  | First Niagara Center |
| 41 | 13 avril  | 19 h    | Canadiens de Montréal     | 1-5   | Maple Leafs de Toronto | 26-10-5 | 57  | Centre Air Canada    |
| 42 | 15 avril  | 19 h 30 | Flyers de Philadelphie    | 7-3   | Canadiens de Montréal  | 26-11-5 | 57  | Centre Bell          |
| 43 | 17 avril  | 19 h    | Canadiens de Montréal     | 4-6   | Penguins de Pittsburgh | 26-12-5 | 57  | Consol Energy Center |
| 44 | 18 avril  | 19 h 30 | Lightning de Tampa Bay    | 2-3   | Canadiens de Montréal  | 27-12-5 | 59  | Centre Bell          |
| 45 | 20 avril  | 19 h    | Capitals de Washington    | 5-1   | Canadiens de Montréal  | 27-13-5 | 59  | Centre Bell          |
| 46 | 23 avril  | 19 h    | Canadiens de Montréal     | 2-3   | Devils du New Jersey   | 27-14-5 | 59  | Prudential Center    |
| 47 | 25 avril  | 20 h    | Canadiens de Montréal     | 4-2   | Jets de Winnipeg       | 28-14-5 | 61  | MTS Centre           |
| 48 | 27 avril  | 19 h    | Canadiens de Montréal     | 4-1   | Maple Leafs de Toronto | 29-14-5 | 63  | Centre Air Canada    |

- Victoire
- Défaite
- Défaite en prolongation ou en fusillade

### Classement
| Clt   | Équipe                    | Division | PJ | V  | D  | DP | BP  | BC  | Pts |
| ----- | ------------------------- | -------- | -- | -- | -- | -- | --- | --- | --- |
| +001, | Penguins de Pittsburgh    | AT       | 48 | 36 | 12 | 0  | 165 | 119 | 72  |
| +002, | Canadiens de Montréal     | NE       | 48 | 29 | 14 | 5  | 149 | 126 | 63  |
| +003, | Capitals de Washington    | SE       | 48 | 27 | 18 | 3  | 149 | 130 | 57  |
| +004, | Bruins de Boston          | NE       | 48 | 28 | 14 | 6  | 131 | 109 | 62  |
| +005, | Maple Leafs de Toronto    | NE       | 48 | 26 | 17 | 5  | 145 | 133 | 57  |
| +006, | Rangers de New York       | AT       | 48 | 26 | 18 | 4  | 130 | 112 | 56  |
| +007, | Sénateurs d'Ottawa        | NE       | 48 | 25 | 17 | 6  | 116 | 104 | 56  |
| +008, | Islanders de New York     | AT       | 48 | 24 | 17 | 7  | 139 | 139 | 55  |
| +009, | Jets de Winnipeg          | SE       | 48 | 24 | 21 | 3  | 128 | 144 | 51  |
| +010, | Flyers de Philadelphie    | AT       | 48 | 23 | 22 | 3  | 133 | 141 | 49  |
| +011, | Devils du New Jersey      | AT       | 48 | 19 | 19 | 10 | 112 | 129 | 48  |
| +012, | Sabres de Buffalo         | NE       | 48 | 21 | 21 | 6  | 125 | 143 | 48  |
| +013, | Hurricanes de la Caroline | SE       | 48 | 19 | 25 | 4  | 128 | 160 | 42  |
| +014, | Lightning de Tampa Bay    | SE       | 48 | 18 | 26 | 4  | 148 | 150 | 40  |
| +015, | Panthers de la Floride    | SE       | 48 | 15 | 27 | 6  | 112 | 171 | 36  |

- Champion de division
- Qualifié pour les séries éliminatoires

## Séries éliminatoires
La série des quarts de finale entre les Canadiens et les Sénateurs d'Ottawa, respectivement deuxièmes et septièmes de l'Association de l'Est, est la première rencontre des deux équipes en séries éliminatoires depuis la fondation de l'équipe ontarienne en 1992-1993. C'est la première fois que deux équipes canadiennes s'affrontent en séries depuis l'année 2004.
Les Sénateurs d'Ottawa, sixièmes de leur association, éliminent les Canadiens de Montréal en 5 matchs.
| 2 mai | Montréal | 2-4 (0-1, 2-0, 0-3) | Ottawa | Centre Bell 21 273 spectateurs |

| Feuille de match | Feuille de match                                                                                                 | Feuille de match        | Feuille de match | Feuille de match                                                |
| ---------------- | --- | ----------------------- | --- | --------------------------------------------------------------- |
|                  | R. Bourque (P.K. Subban, D. Desharnais) — 33 min 9 s B. Gallagher (T. Plekanec, A. Galchenyuk) — 34 min 8 s (SN) | 0-1 1-1 2-1 2-2 2-3 2-4 | E. Karlsson (K. Turris, M. Methot) — 17 min 25 s J. Silfverberg (M. Zibanejad, E. Karlsson) — 43 min 27 s M. Methot (D. Alfredsson) — 45 min 20 s G. Latendresse (J. Silfverberg, M. Zibanejad) — 53 min 55 s | Arbitrage : Mike Leggo et Dan O'Rourke Derek Amell et Tim Nowak |
| C. Price         | Gardiens | C. Anderson             | | Arbitrage : Mike Leggo et Dan O'Rourke Derek Amell et Tim Nowak |
| 6 min            | Pénalités | 23 min                  | | Arbitrage : Mike Leggo et Dan O'Rourke Derek Amell et Tim Nowak |
| 50               | Tirs | 31                      | | Arbitrage : Mike Leggo et Dan O'Rourke Derek Amell et Tim Nowak |

| 3 mai | Montréal | 3-1 (0-0, 3-1, 0-0) | Ottawa | Centre Bell 21 273 spectateurs |

| Feuille de match | Feuille de match | Feuille de match | Feuille de match                                   | Feuille de match                                                   |
| ---------------- | --- | ---------------- | -------------------------------------------------- | ------------------------------------------------------------------ |
|                  | R. White — 23 min 20 s B. Gallagher (A. Galchenyuk, B. Prust) — 24 min 13 s M. Ryder (R. Bourque, P.K. Subban) — 38 min 57 s | 1-0 2-0 2-1 3-1  | M. Michálek (C. Phillips, A. Benoit) — 28 min 16 s | Arbitrage : Wes McCauley et Kevin Pollock Derek Amell et Tim Nowak |
| C. Price         | Gardiens | C. Anderson      |                                                    | Arbitrage : Wes McCauley et Kevin Pollock Derek Amell et Tim Nowak |
| 12 min           | Pénalités | 8 min            |                                                    | Arbitrage : Wes McCauley et Kevin Pollock Derek Amell et Tim Nowak |
| 34               | Tirs | 30               |                                                    | Arbitrage : Wes McCauley et Kevin Pollock Derek Amell et Tim Nowak |

| 5 mai | Ottawa | 6-1 (1-1, 1-0, 4-0) | Montréal | Scotiabank Place 20 249 spectateurs |

| Feuille de match | Feuille de match | Feuille de match            | Feuille de match                                       | Feuille de match                                                           |
| ---------------- | --- | --------------------------- | ------------------------------------------------------ | -------------------------------------------------------------------------- |
|                  | D. Alfredsson (S. Gontchar, E. Karlsson) — 5 min 58 s (SN) J. Pageau (S. Gontchar, M. Methot) — 24 min 40 s J. Pageau (C. Neil, J. Cowen) — 41 min 18 s K. Turris (D. Alfredsson, E. Karlsson) — 47 min J. Silfverberg (M. Michalek) — 47 min 8 s J. Pageau (E. Condra, D. Alfredsson) — 58 min 2 s | 1-0 1-1 2-1 3-1 4-1 5-1 6-1 | R. Bourque (T. Plekanec, B. Gionta) — 14 min 34 s (SN) | Arbitrage : Paul Devorski et Dan O'Halloran Lonnie Cameron et Jay Sharrers |
| C. Anderson      | Gardiens | C. Price                    |                                                        | Arbitrage : Paul Devorski et Dan O'Halloran Lonnie Cameron et Jay Sharrers |
| 107 min          | Pénalités | 129 min                     |                                                        | Arbitrage : Paul Devorski et Dan O'Halloran Lonnie Cameron et Jay Sharrers |
| 30               | Tirs | 34                          |                                                        | Arbitrage : Paul Devorski et Dan O'Halloran Lonnie Cameron et Jay Sharrers |

| 7 mai | Ottawa | 3-2 (pr) (0-0, 0-2, 2-0, 1-0) | Montréal | Scotiabank Place 20 500 spectateurs |

| Feuille de match | Feuille de match | Feuille de match    | Feuille de match                                                                                     | Feuille de match                                          |
| ---------------- | --- | ------------------- | --- | --------------------------------------------------------- |
|                  | M. Zibanejad (C. Neil, S. Gonchar) — 51 min 55 s C. Conacher (D. Alfredsson, K. Turris) — 59 min 37 s K. Turris (M. Methot, E. Karlsson) — 62 min 32 s | 0-1 0-2 1-2 2-2 3-2 | P. Subban (T. Plekanec, M. Ryder) — 22 min 52 s A. Galchenyuk (J. Halpern, J. Tinordi) — 23 min 54 s | Arbitrage : B. Meier et T. Peel D. Brisebois et J. Murray |
| C. Anderson      | Gardiens | P. Budaj            | | Arbitrage : B. Meier et T. Peel D. Brisebois et J. Murray |
| 21 min           | Pénalités | 14 min              | | Arbitrage : B. Meier et T. Peel D. Brisebois et J. Murray |
| 34               | Tirs | 28                  | | Arbitrage : B. Meier et T. Peel D. Brisebois et J. Murray |

| 9 mai | Montréal | 1-6 (1-2, 0-1, 0-3) | Ottawa | Centre Bell 21 273 spectateurs |

| Feuille de match | Feuille de match                                      | Feuille de match            | Feuille de match | Feuille de match                                             |
| ---------------- | ----------------------------------------------------- | --------------------------- | --- | ------------------------------------------------------------ |
|                  | P. Subban (A. Markov, T. Plekanec) — 20 min 32 s (SN) | 0-1 0-2 1-2 1-3 1-4 1-5 1-6 | Z. Smith (M. Kassian, M. Methot) — 2 min 35 s C. Conacher (E. Condra, J. Pageau) — 18 min 32 s K. Turris (E. Condra) — 32 min 59 s (IN) D. Alfredsson (S. Gonchar, E. Karlsson) — 36 min 39 s (SN) C. Conacher (M. Zibanejad) — 37 min 23 s (SN) E. Condra (J. Pageau, M. Kassian) — 73 min 6 s (SN) | Arbitrage : S. Kozari et C. Rooney L. Cameron et J. Sharrers |
| P. Budaj         | Gardiens                                              | C. Anderson                 | | Arbitrage : S. Kozari et C. Rooney L. Cameron et J. Sharrers |
| 32 min           | Pénalités                                             | 22 min                      | | Arbitrage : S. Kozari et C. Rooney L. Cameron et J. Sharrers |
| 34               | Tirs                                                  | 29                          | | Arbitrage : S. Kozari et C. Rooney L. Cameron et J. Sharrers |